# Girona Fútbol Club (femenino)
Girona Fútbol Club Femenino es un equipo de fútbol español, siendo la sección femenina del club Girona Fútbol Club de la ciudad de Gerona, matriz que milita en la Primera Nacional Femenina de España. Fue establecido el 14 de agosto de 2021, tras la absorción del equipo Sant Pere Pescador por parte de la institución gironés. Milita en la Primera Nacional Femenina de España.

## Historia
Aunque el Girona FC tuvo un equipo femenino senior durante varios años, las limitaciones financieras la obligaron a renunciar a su lugar en Segunda División en 2013 y a cesar sus operaciones en 2016.[cita requerida]
El Girona FC Femenino volvió a la competición en 2017-18, en la segunda división de las ligas regionales catalanas, la quinta división del fútbol femenino en España.
Tres temporadas más tarde, el club compró la sección femenina del club local Sant Pere Pescador, cambiando el nombre a Girona FC Femenino.

## Jugadoras

### Plantilla 2021-22
A continuación, se presenta a las jugadoras del Girona F. C. Femenino para la temporada 2021-2022.
| Jugadora         |                   | Jugadora    |
| Ainoa Diaz       |                   | Alba Planas |
| María Rodríguez  | Lydia Crespo      |             |
| Paula López      | Aina Sararols     |             |
| Júlia Vilardell  | Mar Vergés        |             |
| Marina Poyato    | Neus Juncà        |             |
| Aida Illas       | Blanca Cros       |             |
| Clara Sabadell   | Eduardo Sanmartín |             |
| Emma Fernández   | Marta Enrich      |             |
| Emma Casanovas   | Marina Peya       |             |
| Mar Imbergamo    | Carla Martinez    |             |
| Virginia Parella | Ángela Jiménez    |             |
| Núria Llop       | Alba Góngora      |             |
| Alba Valor       | Paula Rosales     |             |